# Thurgauisch-Schaffhauserische Maturitätsschule für Erwachsene
Die Thurgauisch-Schaffhauserische Maturitätsschule für Erwachsene (TSME) mit Sitz in Frauenfeld ist eine selbständige Institution des öffentlichen Rechts. Sie führt Erwachsene auf dem zweiten Bildungsweg zur gymnasialen Matura. Als staatliche gymnasiale Maturitätsschule für Erwachsene wird sie von den Kantonen Thurgau und Schaffhausen getragen.

## Geschichte
Die TSME ist wie die ISME (Interstaatliche Maturitätsschule für Erwachsene) 1994 aus der vormaligen Ostschweizerischen Maturitätsschule für Erwachsene hervorgegangen. Frauenfeld, der heutige Sitz der TSME, war seit Frühjahr 1972 Schulort der Ostschweizerischen Maturitätsschule, welche damals ein Jahr, seit 1971, bestand.

## Trägerschaft
Die TSME wird von den Kantonen Thurgau und Schaffhausen getragen. Sie ist somit eine staatliche Schule. Eine interkantonale Vereinbarung zwischen dem Thurgau und Schaffhausen regelt die Einzelheiten.

## Ausbildung und Aufnahmebedingungen
Die Ausbildung dauert sieben Semester und führt zur eidgenössisch anerkannten gymnasialen Matura. Der allgemeine Hochschulzugang zu den Universitäten, der ETH Zürich und den Pädagogischen Hochschulen wird somit gewährleistet. Unterricht findet jeweils am Mittwochabend und am Samstag (ganztags) statt.
Wer in die TSME aufgenommen werden will, muss zumindest über einen Sekundarabschluss und zwei Jahre geregelte Berufstätigkeit verfügen. Über Ausnahmen entscheidet das Rektorat.
Ein obligatorisches Aufnahmegespräch, aufgrund dessen über die Aufnahme entschieden wird, ist von allen Bewerbern anzutreten.
Die TSME ist zwar eine gymnasiale Ausbildungsstätte für erwachsene Einwohner der Kantone Thurgau und Schaffhausen, sie steht aber auch ausserkantonalen Studierenden offen.

## Schwerpunktfächer
Die TSME bietet in der typenlosen Matura folgende Schwerpunktfächer an:
- Latein
- Italienisch
- Physik und Anwendungen der Mathematik
- Biologie und Chemie
- Wirtschaft und Recht

## Ergänzungsfächer
Die TSME bietet folgende Ergänzungsfächer an:
- Physik
- Anwendungen der Mathematik
- Geschichte
- Chemie
- Biologie

## Hausmatura
Die TSME besitzt das Recht zur Hausmatura und führt damit selbst die Maturitätsprüfungen durch. Der Maturitätsausweis ist eidgenössisch anerkannt.

## Statistische Angaben Studierende und Absolventen
Durchschnittlich besuchen ungefähr 140 Studierende die TSME. Die Schülerzahlen stagnieren seit Jahren, während sie zuvor immer mehr angestiegen sind. Dies hängt damit zusammen, dass durch die Berufsmaturität heute ein Abschluss auf Hochschulebene (Fachhochschule) auch ohne Matura möglich ist. Für Thurgauer und Schaffhauser, die ein universitäres Hochschulstudium anstreben, führt allerdings kein Weg an der TSME vorbei (siehe Passerelle).
Im schweizweiten Vergleich weist die TSME eine hohe Erfolgsquote bei den Maturaprüfungen auf. Dies hängt einerseits damit zusammen, dass an der Schule bereits vor den Maturaprüfungen viele Studierende aufgrund der vergleichsweise strengen Regeln nicht ins nächste Semester promoviert werden, andererseits damit, dass die Studierenden sich in einer Nachholbildung befinden und sich somit bewusst sind, dass ihr Erfolg von ihrem Engagement und ihren Leistungen abhängig ist.
50–70 % der Maturanden der TSME treten nach ihrem Abschluss ein universitäres Hochschulstudium an.

## Ehemaligenverein TSME
Einige Absolventen haben sich im Verein Ehemaliger und Freunde der TSME vereinigt. Er steht grundsätzlich allen ehemaligen Maturanden des gymnasialen Lehrgangs der TSME, allen Lehrern und Freunden der Schule offen und bezweckt folgende Ziele:
- der Maturitätsschule für Erwachsene geistige, moralische und materielle Unterstützung zu leihen,
- die Beziehungen zwischen der Maturitätsschule, ihren ehemaligen Studierenden und weiteren Schulfreunden zu pflegen,
- die Anerkennung des Zweiten Bildungsweges in der Bevölkerung zu fördern.

## Passerelle
Die TSME wurde von den Trägerschaftskantonen auch mit der Weiterbildung von Berufsmaturanden und mit der Abnahme der Passerellenprüfungen beauftragt. Die Passerelle berechtigt Berufsmaturanden zur Aufnahme eines universitären Hochschulstudiums, auch wenn sie nicht über die Matura verfügen.